# Scopula impauperata
Scopula impauperata là một loài bướm đêm trong họ Geometridae.